# 仙田信吾
仙田 信吾（せんだ しんご、1955年3月17日 - ）は、日本のジャーナリスト、実業家。

## 人物・経歴
広島県府中市上下町出身。広島市立基町高等学校を経て、1978年に中央大学法学部卒業後、中国放送に入社。報道に携わった後、営業部門に転じ財界とのつながりを持つようになる。2003年東京支社長。2005年執行役員東京支社長。2006年執行役員テレビ局長。2007年取締役テレビ局長。2009年取締役テレビ営業局長。2011年常務取締役。2017年常勤顧問、RCCフロンティア代表取締役社長。2019年RCCフロンティア取締役会長。
2020年1月1日からサンフレッチェ広島代表取締役社長を務める。新型コロナウイルス蔓延期に新規売上1億円増を達成し、2024年にはエディオンピースウイング広島完成にこぎつけた。2024年末に退任し、サンフレッチェ広島相談役に就く。